# Beddards slankbeer
De Beddards slankbeer (Bassaricyon beddardi) is een niet langer erkende zoogdiersoort. Het bleek niet te verschillen van Allens slankbeer (Bassaricyon alleni) en wordt nu als een synoniem voor die soort gerekend.

## Kenmerken
Wat betreft uiterlijk en leefwijze lijkt de Beddards slankbeer op de verwante Gabbi's slankbeer. Beddards slankbeer heeft een gemiddelde lengte van 36 tot 48 cm en een staartlengte van 40 tot 48 cm. 

## Verspreiding
Deze slankbeer leeft voornamelijk in de regenwouden van Guyana en wellicht ook in de aangrenzende delen van Venezuela en Brazilië. 